# ISO 3166-2:SC
Kódy ISO 3166-2 pro Seychely identifikují 27 distriktů (stav v roce 2020). První část (SC) je mezinárodní kód pro Seychely, druhá část sestává ze dvou číslic identifikujících region.

## Seznam kódů
| Kód   | Název anglicky      | Název francouzsky   | Název seychelsky |
| ----- | ------------------- | ------------------- | ---------------- |
| SC-01 | Anse aux Pins       | Anse aux Pins       | Ans o Pen        |
| SC-02 | Anse Boileau        | Anse Boileau        | Ans Bwalo        |
| SC-03 | Anse Etoile         | Anse Étoile         | Ans Etwal        |
| SC-04 | Au Cap              | Au Cap              | O Kap            |
| SC-05 | Anse Royale         | Anse Royale         | Ans Royal        |
| SC-06 | Baie Lazare         | Baie Lazare         | Be Lazar         |
| SC-07 | Baie Sainte Anne    | Baie Sainte-Anne    | Be Sent Ann      |
| SC-08 | Beau Vallon         | Beau Vallon         | Bovalon          |
| SC-09 | Bel Air             | Bel Air             | Beler            |
| SC-10 | Bel Ombre           | Bel Ombre           | Belonm           |
| SC-11 | Cascade             | Cascade             | Kaskad           |
| SC-12 | Glacis              | Glacis              | Glasi            |
| SC-13 | Grand Anse Mahe     | Grand’Anse Mahé     | Grand Ans Mae    |
| SC-14 | Grand Anse Praslin  | Grand'Anse Praslin  | Grand Ans Pralen |
| SC-15 | La Digue            | La Digue            | Ladig            |
| SC-16 | English River       | La Rivière Anglaise | Larivyer Anglez  |
| SC-17 | Mont Buxton         | Mont Buxton         | Mon Bikston      |
| SC-18 | Mont Fleuri         | Mont Fleuri         | Mon Fleri        |
| SC-19 | Plaisance           | Plaisance           | Plezans          |
| SC-20 | Pointe La Rue       | Pointe La Rue       | Pwent Lari       |
| SC-21 | Port Glaud          | Port Glaud          | Porglo           |
| SC-22 | Saint Louis         | Saint-Louis         | Sen Lwi          |
| SC-23 | Takamaka            | Takamaka            | Takamaka         |
| SC-24 | Les Mamelles        | Les Mamelles        | Lemamel          |
| SC-25 | Roche Caiman        | Roche Caïman        | Ros Kaiman       |
| SC-26 | Ile Perseverance I  | Île Persévérance I  |                  |
| SC-27 | Ile Perseverance II | Île Persévérance II |                  |